# 2868 Upupa
2868 Upupa је астероид главног астероидног појаса са средњом удаљеношћу од Сунца која износи 2,817 астрономских јединица (АЈ).
Апсолутна магнитуда астероида је 13,1.